# Matt Meldon-cyclus
De Matt Meldon-cyclus is een reeks hoorspelen, geschreven door de Belgisch sciencefictionboeken- en hoorspelen-schrijver Paul van Herck en geregisseerd door Harry Bronk.
De reeks werd uitgezonden van 1970 tot 1976 bij de TROS en had een totale lengte van bijna 40 uur. De stem van Matt Meldon werd ingesproken door Bert Dijkstra, generaal Stevens werd vertolkt door Paul van der Lek.
Matt Meldon (Bert Dijkstra) raakt als astronaut en nu verslaggever voor een regionale krant steeds weer betrokken bij spannende zaken in de ruimtevaart. Zijn chef-executive bij Nasa, Generaal Stevens (Paul van der Lek), is in elk avontuur zijn steun en toeverlaat. 

## Korte beschrijving van de delen
Apollo XXI - Het maanmysterieMatt Meldon is een voormalig NASA-astronaut, die meewerkte aan het ruimtevaartproject Gemini. Nu is hij journalist: hij schrijft over het project Apollo 21, een bemande vlucht naar de achterzijde van de Maan met aan boord onder andere Steve Meldon, de broer van Matt. Eerder teruggekeerde astronauten lijken veranderd te zijn en Matt komt op het spoor van een samenzwering die schijnbaar zijn oorsprong op de Maan heeft.
De gesluierde planeetDe bewoners van Venus proberen de Aarde te vernietigen door de grote naties tegen elkaar op te zetten.
Tunnel der duisternisMatt ontdekt in een bouwput van zijn nieuwe huis een geheimzinnige artefact.
Prometheus XIIIMatt en zijn verloofde Valerie bekijken op tv de Marslanding van de Prometheus XIII. De verbinding wordt verbroken en het blijkt dat de Martianen van plan zijn de Aarde te veroveren.
De blauwe zadenMatt ontdekt een steen met vreemde inscripties in zijn tuin. Hij komt op het spoor van de mythische Blauwe Goden, die de sleutel zijn tot de absolute macht.

## De Matt Meldon-cyclus
1. 1970 - Apollo XXI - Het maanmysterie (355 min)
2. 1970 - De gesluierde planeet (575 min)
3. 1971 - Tunnel der duisternis (544 min)
4. 1973 - Prometheus XIII (352 min)
5. 1976 - De blauwe zaden (572 min)